# Ptasznik tygrysi
Ptasznik tygrysi (Davus fasciatus) – gatunek średniej wielkości pająka z rodziny ptasznikowatych (Theraphosidae).

## Charakterystyka

### Rozmiar
Dorosła samica zwykle nie przekracza 5 cm długości ciała i 10 cm rozstawu odnóży, choć zdarzają się też większe. Samiec jest mniejszy, jego ciało ma poniżej 3 cm długości, a jego odnóża do 9 cm rozstawu.

### Wygląd
Należy do najbardziej kolorowych ptaszników; jego głowotułów jest ubarwiony na czerwono lub brązowawo, odwłok jest czarny w czerwone paski (od tego pochodzi nazwa). Odnóża szare, czarne lub brązowe.

## Terrarystyka
Gatunek ten ze względu na wygląd i małe rozmiary jest popularnym zwierzęciem terrarystycznym. Nadaje się dla początkujących. Dorosły osobnik potrzebuje terrarium o wymiarach 20x20x20 cm lub nieco mniejszego. Młode można trzymać w kliszówkach lub pojemnikach na mocz, w miarę wzrostu przekładać do coraz większych terrariów, aż w końcu do terrarium docelowego. Terrarium powinno być wyposażone w kryjówkę oraz szczelnie zamknięte, gdyż ten pająk lubi uciekać. Pokarm dla młodych mogą stanowić małe mączniki, muszki owocowe i wylęg świerszcza. Dorosłe karmi się świerszczami, mącznikami, drewnojadami i muchami. Samicy przed kopulacją można podać małą mysz (tzw. oseska).

### Zachowanie
Jest to bardzo szybki i dynamiczny pająk, często próbujący uciekać. Lubi zasnuwać terrarium pajęczyną, po jakimś czasie całe podłoże jest nią zakryte.

#### Kopulacja
Samicę i samca przed kopulacją należy dobrze nakarmić. Samce zwykle są bojaźliwe wobec samic, gdyż często są przez nie zjadane po kopulacji. Kopulacja może trwać od kilku sekund do kilku godzin - im jest dłuższa, tym więcej młodych będzie w kokonie. Samica składa go kilka tygodni po kopulacji.

### Jad
Jad tego ptasznika nie jest niebezpieczny dla człowieka; powoduje ból i częściowe odrętwienie, ale na tym zwykle objawy się kończą. Należy podkreślić, że pająk ten rzadko kąsi, jego obrona to najczęściej uderzenie przednimi kończynami, jeśli to nie poskutkuje, ratuje się ucieczką.